# Hockey sur gazon aux Jeux du Commonwealth de 2022
Navigation
Gold Coast 2018 2026
Le hockey sur gazon fait partie des sports disputés aux Jeux du Commonwealth de 2022, qui se dérouleront[Passage à actualiser] à Birmingham, en Angleterre. Ce sera[Passage à actualiser] la septième organisation du hockey sur gazon aux Jeux du Commonwealth depuis ses débuts en 1998, et la deuxième en Angleterre spécifiquement.
Les tournois doivent se dérouler[Passage à actualiser] du 29 juillet au 8 août 2022,.

## Calendrier
Le calendrier des compétitions est le suivant,:
| G | Phase de groupes | CM | Matchs de classement | ½ | Demi-finales | B | Match pour la médaille de bronze | F | Match pour la médaille d'or |

| DateCompétition | Ven 29 | Ven 29 | Ven 29 | Sam 30 | Sam 30 | Sam 30 | Dim 31 | Dim 31 | Dim 31 | Lun 1 | Lun 1 | Lun 1 | Mar 2 | Mar 2 | Mer 3 | Mer 3 | Mer 3 | Jeu 4 | Jeu 4 | Jeu 4 | Ven 5 | Ven 5 | Sam 6 | Sam 6 | Dim 7 | Dim 7 | Dim 7 | Lun 8 | Lun 8 |
| Session →       | M      | A      | S      | M      | A      | S      | M      | A      | S      | M     | A     | S     | M     | A     | M     | A     | S     | M     | A     | S     | M     | S     | M     | S     | M     | M     | A     | M     | A     |
| --------------- | ------ | ------ | ------ | ------ | ------ | ------ | ------ | ------ | ------ | ----- | ----- | ----- | ----- | ----- | ----- | ----- | ----- | ----- | ----- | ----- | ----- | ----- | ----- | ----- | ----- | ----- | ----- | ----- | ----- |
| Masculin        |        |        | G      | G      |        |        | G      | G      |        |       | G     | G     |       |       |       | G     | G     |       | G     | G     |       |       | CM    | ½     |       |       | CM    | B     | F     |
| Féminin         | G      | G      |        |        | G      | G      |        |        | G      | G     |       |       | G     | G     | G     |       |       | G     |       |       | CM    | ½     |       |       | CM    | B     | F     |       |       |

Les matchs détaillés ont été publiés le 9 mars 2022,,.

## Site
Les tournois auront lieu au University of Birmingham Hockey & Squash Centre, où se déroulera également la compétition de squash.

## Qualification
Dix nations d'au moins quatre régions de la CGF se qualifient pour chaque tournoi des Jeux du Commonwealth de 2022,:
- Le pays hôte.
- Les champions en titre (sauf si déjà qualifiés).
- Les nations les mieux classées au classement mondial de la FIH au 1er février 2022, à l'exclusion de celles déjà qualifiées.

### Masculin
| Événement                    | Dates             | Lieu       | Quotas | Qualifiés |
| ---------------------------- | ----------------- | ---------- | ------ | --- |
| Pays hôte                    | NC                | NC         | 1      | Angleterre (6) |
| Jeux du Commonwealth de 2018 | 5 - 14 avril 2018 | Gold Coast | 1      | Australie (1) |
| Classement mondial FIH       | 1er février 2022  | NC         | 8      | Inde (5) Nouvelle-Zélande (9) Canada (12) Afrique du Sud (15) Pays de Galles (16) Pakistan (18) Écosse (19) Ghana (36) |

### Féminin
| Événement                    | Dates             | Lieu       | Quotas | Qualifiés |
| ---------------------------- | ----------------- | ---------- | ------ | --- |
| Pays hôte                    | NC                | NC         | 1      | Angleterre (5)                                                                                               |
| Jeux du Commonwealth de 2018 | 5 - 14 avril 2018 | Gold Coast | 1      | Nouvelle-Zélande (8)                                                                                         |
| Classement mondial FIH       | 1er février 2022  | NC         | 8      | Australie (3) Inde (9) Canada (15) Écosse (17) Afrique du Sud (20) Pays de Galles (24) Ghana (30) Kenya (37) |

## Tournoi masculin
Le concours se composait de deux étapes; une phase de groupes suivie d'une phase à élimination directe.

### Phase de groupes
Les équipes ont été divisées en deux groupes de cinq nations, affrontant chaque équipe de leur groupe une fois. Trois points étaient attribués pour une victoire, un pour un match nul. Les deux meilleures équipes de chaque groupe se sont qualifiées pour les demi-finales.

#### Groupe A
| Rang | Équipe           | J | V | N | P | BP | BC | Diff | Pts | Qualification |
| ---- | ---------------- | - | - | - | - | -- | -- | ---- | --- | ------------- |
| 1    | Australie        | 4 | 4 | 0 | 0 | 29 | 2  | +27  | 12  | Demi-finales  |
| 2    | Afrique du Sud   | 4 | 2 | 1 | 1 | 11 | 12 | -1   | 7   | Demi-finales  |
| 3    | Nouvelle-Zélande | 4 | 1 | 1 | 2 | 14 | 17 | -3   | 4   |               |
| 4    | Pakistan         | 4 | 1 | 1 | 2 | 6  | 15 | -9   | 4   |               |
| 5    | Écosse           | 4 | 0 | 1 | 3 | 11 | 25 | -14  | 1   |               |

Source: 
FIH
Birmingham 2022
En cas d'égalité de points de plusieurs équipes à l'issue des matchs de poule, les critères suivants sont appliqués dans l'ordre indiqué pour établir leur classement.
1. Points,
2. Matchs gagnés,
3. Différence de buts,
4. Buts marqués,
5. Face à face.

#### Groupe B
| Rang | Équipe         | J | V | N | P | BP | BC | Diff | Pts | Qualification |
| ---- | -------------- | - | - | - | - | -- | -- | ---- | --- | ------------- |
| 1    | Inde           | 4 | 3 | 1 | 0 | 27 | 5  | +22  | 10  | Demi-finales  |
| 2    | Angleterre     | 4 | 3 | 1 | 0 | 25 | 8  | +17  | 10  | Demi-finales  |
| 3    | Pays de Galles | 4 | 2 | 0 | 2 | 14 | 10 | +4   | 6   |               |
| 4    | Canada         | 4 | 0 | 1 | 3 | 4  | 25 | -21  | 1   |               |
| 5    | Ghana          | 4 | 0 | 1 | 3 | 2  | 24 | -22  | 1   |               |

Source: 
FIH
Birmingham 2022
En cas d'égalité de points de plusieurs équipes à l'issue des matchs de poule, les critères suivants sont appliqués dans l'ordre indiqué pour établir leur classement.
1. Points,
2. Matchs gagnés,
3. Différence de buts,
4. Buts marqués,
5. Face à face.

### Tour pour les médailles
|  | Demi-finales   | Demi-finales |                        |   | Finale | Finale |
|  | Demi-finales   | Demi-finales |                        |   | Finale | Finale |
|  |                |              |                        |   |        |        |
|  |                |              |                        |   |        |        |
|  |                |              |                        |   |        |        |
|  | Angleterre     | 2            |                        |   |        |        |
|  | Angleterre     | 2            |                        |   |        |        |
|  | Australie      | 3            |                        |   |        |        |
|  | Australie      | 3            | Australie              | 7 |        |        |
|  |                |              | Australie              | 7 |        |        |
|  |                | Inde         | 0                      |   |        |        |
|  | Inde           | Inde         | 0                      | 3 |        |        |
|  | Inde           |              |                        | 3 |        |        |
|  | Afrique du Sud | 2            |                        |   |        |        |
|  | Afrique du Sud | 2            | Match pour la 3e place |   |        |        |
|  |                |              |                        |   |        |        |
|  |                |              |                        |   |        |        |
|  |                |              |                        |   |        |        |
|  | Angleterre     | 6            |                        |   |        |        |
|  | Angleterre     | 6            |                        |   |        |        |
|  | Afrique du Sud | 3            |                        |   |        |        |
|  | Afrique du Sud | 3            |                        |   |        |        |

### Classement final
| Rang               | Équipe           | J | V | N | P | BP | BC | Diff | Pts | Résultat         |
| ------------------ | ---------------- | - | - | - | - | -- | -- | ---- | --- | ---------------- |
| Médaille d'or      | Australie        | 6 | 6 | 0 | 0 | 39 | 4  | +35  | 18  | Champion         |
| Médaille d'argent  | Inde             | 6 | 4 | 1 | 1 | 30 | 14 | +16  | 13  | Vice-champion    |
| Médaille de bronze | Angleterre       | 6 | 4 | 1 | 1 | 33 | 14 | +19  | 13  | Troisième        |
| 4                  | Afrique du Sud   | 6 | 2 | 1 | 3 | 16 | 21 | -5   | 7   | Quatrième        |
| 5                  | Nouvelle-Zélande | 5 | 2 | 1 | 2 | 16 | 18 | -2   | 7   | Phase de groupes |
| 6                  | Pays de Galles   | 5 | 2 | 0 | 3 | 15 | 12 | +3   | 6   | Phase de groupes |
| 7                  | Pakistan         | 5 | 2 | 1 | 2 | 10 | 18 | -8   | 7   | Phase de groupes |
| 8                  | Canada           | 5 | 0 | 1 | 4 | 7  | 29 | -22  | 1   | Phase de groupes |
| 9                  | Écosse           | 5 | 1 | 1 | 3 | 18 | 27 | -9   | 4   | Phase de groupes |
| 10                 | Ghana            | 5 | 0 | 1 | 4 | 4  | 31 | -27  | 1   | Phase de groupes |

## Tournoi féminin
Le concours se composait de deux étapes; une phase de groupes suivie d'une phase à élimination directe.

### Phase de groupes
Les équipes ont été divisées en deux groupes de cinq nations, affrontant chaque équipe de leur groupe une fois. Trois points étaient attribués pour une victoire, un pour un match nul. Les deux meilleures équipes de chaque groupe se sont qualifiées pour les demi-finales.

#### Groupe A
| Rang | Équipe         | J | V | N | P | BP | BC | Diff | Pts | Qualification |
| ---- | -------------- | - | - | - | - | -- | -- | ---- | --- | ------------- |
| 1    | Angleterre     | 4 | 4 | 0 | 0 | 21 | 1  | +20  | 12  | Demi-finales  |
| 2    | Inde           | 4 | 3 | 0 | 1 | 12 | 6  | +6   | 9   | Demi-finales  |
| 3    | Canada         | 4 | 2 | 0 | 2 | 14 | 5  | +9   | 6   |               |
| 4    | Pays de Galles | 4 | 1 | 0 | 3 | 5  | 12 | -7   | 3   |               |
| 5    | Ghana          | 4 | 0 | 0 | 4 | 1  | 29 | -28  | 0   |               |

Source: 
FIH
Birmingham 2022
En cas d'égalité de points de plusieurs équipes à l'issue des matchs de poule, les critères suivants sont appliqués dans l'ordre indiqué pour établir leur classement.
1. Points,
2. Matchs gagnés,
3. Différence de buts,
4. Buts marqués,
5. Face à face.

#### Groupe B
| Rang | Équipe           | J | V | N | P | BP | BC | Diff | Pts | Qualification |
| ---- | ---------------- | - | - | - | - | -- | -- | ---- | --- | ------------- |
| 1    | Australie        | 4 | 4 | 0 | 0 | 16 | 0  | +16  | 12  | Demi-finales  |
| 2    | Nouvelle-Zélande | 4 | 3 | 0 | 1 | 21 | 2  | +19  | 9   | Demi-finales  |
| 3    | Écosse           | 4 | 2 | 0 | 2 | 15 | 5  | +10  | 6   |               |
| 4    | Afrique du Sud   | 4 | 1 | 0 | 3 | 18 | 13 | +5   | 3   |               |
| 5    | Kenya            | 4 | 0 | 0 | 4 | 0  | 50 | -50  | 0   |               |

Source: 
FIH
Birmingham 2022
En cas d'égalité de points de plusieurs équipes à l'issue des matchs de poule, les critères suivants sont appliqués dans l'ordre indiqué pour établir leur classement.
1. Points,
2. Matchs gagnés,
3. Différence de buts,
4. Buts marqués,
5. Face à face.

### Tour pour les médailles
|  | Demi-finales     | Demi-finales |                        |       | Finale | Finale |
|  | Demi-finales     | Demi-finales |                        |       | Finale | Finale |
|  |                  |              |                        |       |        |        |
|  |                  |              |                        |       |        |        |
|  |                  |              |                        |       |        |        |
|  | Angleterre       | 0 (2)        |                        |       |        |        |
|  | Angleterre       | 0 (2)        |                        |       |        |        |
|  | Nouvelle-Zélande | 0 (0)        |                        |       |        |        |
|  | Nouvelle-Zélande | 0 (0)        | Angleterre             | 2     |        |        |
|  |                  |              | Angleterre             | 2     |        |        |
|  |                  | Australie    | 1                      |       |        |        |
|  | Australie        | Australie    | 1                      | 1 (3) |        |        |
|  | Australie        |              |                        | 1 (3) |        |        |
|  | Inde             | 1 (0)        |                        |       |        |        |
|  | Inde             | 1 (0)        | Match pour la 3e place |       |        |        |
|  |                  |              |                        |       |        |        |
|  |                  |              |                        |       |        |        |
|  |                  |              |                        |       |        |        |
|  | Nouvelle-Zélande | 1 (1)        |                        |       |        |        |
|  | Nouvelle-Zélande | 1 (1)        |                        |       |        |        |
|  | Inde             | 1 (2)        |                        |       |        |        |
|  | Inde             | 1 (2)        |                        |       |        |        |

### Classement final
| Rang               | Équipe           | J | V | N | P | BP | BC | Diff | Pts | Résultat         |
| ------------------ | ---------------- | - | - | - | - | -- | -- | ---- | --- | ---------------- |
| Médaille d'or      | Angleterre       | 6 | 5 | 1 | 0 | 23 | 2  | +21  | 16  | Champion         |
| Médaille d'argent  | Australie        | 6 | 4 | 1 | 1 | 18 | 3  | +15  | 13  | Vice-champion    |
| Médaille de bronze | Inde             | 6 | 3 | 2 | 1 | 14 | 8  | +6   | 11  | Troisième        |
| 4                  | Nouvelle-Zélande | 6 | 3 | 2 | 1 | 22 | 3  | +19  | 11  | Quatrième        |
| 5                  | Canada           | 5 | 3 | 0 | 2 | 17 | 6  | +11  | 9   | Phase de groupes |
| 6                  | Écosse           | 5 | 2 | 0 | 3 | 16 | 8  | +8   | 6   | Phase de groupes |
| 7                  | Afrique du Sud   | 5 | 2 | 0 | 3 | 19 | 13 | +6   | 6   | Phase de groupes |
| 8                  | Pays de Galles   | 5 | 1 | 0 | 4 | 5  | 13 | -8   | 3   | Phase de groupes |
| 9                  | Kenya            | 5 | 0 | 1 | 4 | 2  | 52 | -50  | 1   | Phase de groupes |
| 10                 | Ghana            | 5 | 0 | 1 | 4 | 3  | 31 | -28  | 1   | Phase de groupes |

## Nations participantes
Il y a 11 nations participantes aux compétitions de hockey avec un total de 360 athlètes. Le nombre d'athlètes inscrits par une nation est entre parenthèses à côté du nom du pays.
| - Angleterre (36) - Australie (36) - Canada (36) | - Inde (36) - Ghana (36) - Nouvelle-Zélande (36) | - Écosse (36) - Afrique du Sud (36) - Pays de Galles (36) | - Kenya (18) - Pakistan (18) |